# 董大雄
董大雄，东岳太极拳第一代传人、八卦掌第六代传人、中国武术六段，国家一级运动员，国际武术冠军，北京体育大学武术专业（教育学学士），香港教育大学体育健康专业（教育学硕士）。师承门惠丰教授、阚桂香教授、任文柱师傅。曾在国际、‍国内武术竞赛中荣获个人全能冠军及单项冠军共40余次。
就讀北京体育大学期間，曾在2011年8月15日至18日举行的「第六届香港国际武术比赛」中，获得传统拳术第一名、枪术第一名、刀术第一名，MC1组个人全能冠军，并获得本次比赛最高奖项全能大奖“王中王”。並於同年8月19日至24日在首尔举行的“第二届韩国国际武术比赛”中，获得个人传统拳术第一名、个人枪术第一名、个人刀术第一名、成年组个人全能冠军。。